# Comté de Grant (Virginie-Occidentale)
Pour les articles homonymes, voir Comté de Grant.
Le comté de Grant est un comté des États-Unis situé dans l’État de Virginie-Occidentale. En 2013, la population était de 11 759 habitants. Son siège est Petersburg. Le comté a été créé en 1866 à partir de parties du comté de Hardy et baptisé du nom de Ulysses Simpson Grant, général américain. Après la Guerre de Sécession, les Confédérés tentèrent, en vain, de renommer ce comté, comté de Lee du nom du Robert Lee, général confédéré.

## Principales villes
- Bayard
- Petersburg